# 鄧內倫 (新澤西州)
鄧內倫（英語：Dunellen）是位於美國新澤西州米德爾塞克斯縣的自治市鎮。

## 人口
根據2020年美國人口普查的數據，鄧內倫的面積為2.75平方千米，皆為陸地。當地共有人口8176人，而人口密度為每平方千米2,973人。